# Sofies session
|  | Denne artikel er oprettet af botten PalnaBot ud fra en ekstern database. Den kan derfor have sproglige fejl eller mangler. Denne skabelon kan fjernes efter kontrol af indholdet. |

Sofies session er en kortfilm fra 2006 instrueret af Anna Goldblum Treiman efter eget manuskript.

## Handling
9-årige Sofie vågner alene hjemme. Hendes ensomhed bliver afbrudt af fremmede lyde i opgangen. Sofie går til angreb ' og finder en sjælden fred.